# Anthophora anoplura
Anthophora anoplura là một loài Hymenoptera trong họ Apidae. Loài này được Wu mô tả khoa học năm 2000.